# 鴨志田穣
鴨志田 穣（かもしだ ゆたか、1964年7月2日 - 2007年3月20日）は、日本のフリージャーナリスト、カメラマン、エッセイストである。

## 経歴
神奈川県川崎市出身。北海道札幌市で育つ。北海道教育大学附属札幌小学校、北海道教育大学附属札幌中学校を経て東海大学付属第四高等学校を卒業し、予備校に2年通った後に大学進学を諦め、上京。新宿のやきとり屋で働きながら戦場カメラマンへの憧れを募らせる。
アルバイトで貯めた金でカメラを買い、23歳で単身タイに渡り、アジア各国を放浪。ジャーナリストの橋田信介に出会い弟子入り。戦場カメラマンとして世界中の紛争地帯での取材活動を行う。クメール・ルージュの捕虜となり新聞に載り、この事件で初めてフリーライターとして世間に名前が出る。
その後も世界の紛争地帯を取材し続け、目の前で人が死んで行く様、自分にも向けられる銃口、必死に銃を持つ子供たちなど、数えきれない現実の場面を目の当たりにし、極限のストレスから重度のアルコール依存症となる。アルコール断ちのため仏門に入り僧侶となる（ミャンマーのビザが取得しやすくなるとの理由もあった）。出家名はタイ語で"聡明なる者"を意味する「ピーニャソーダ」。
1996年、勝谷誠彦の紹介により、タイを取材中の漫画家、西原理恵子と出会う。同年9月、西原と勝谷のアマゾン川取材企画にCSテレビのビデオカメラマンとして同行。過酷なジャングルロケを敢行する。取材後、帰りの飛行機の中で西原にプロポーズ。9年ぶりに日本に帰国し、西原と結婚。一男一女をもうける。西原の著書には「鴨ちゃん」（タイでの初登場時のみ「鴨くん」）、「鴨」として登場。西原が毎日新聞にて連載している『毎日かあさん』では「アブナイお父さん」として描かれた。
自身のアジア滞在経験をもとにした西原との共著『アジアパー伝』シリーズで作家としても本格デビュー。その後も西原と共に各国を巡る。
アルコール依存症による暴言・器物損壊・家庭内暴力等で精神病棟への入退院を繰り返し、2003年に西原と離婚。しかし離婚後も西原のサポートにより、2006年遂にアルコール依存症からの回復の道を歩み始める。同年、著書『酔いがさめたら、うちに帰ろう。』の中で、癌であることを告白。離婚後別居していたが、高須克弥の仲介によって西原と復縁（入籍せず、事実婚の形）し、闘病生活を共に過ごす。2007年3月20日午前5時、腎臓癌（正確には平滑筋肉腫）のため42歳で死去。喪主は西原が務め、4月28日には一般にも向けた「お別れの会」が行われ、1250人の参列があった。遺灰は本人の遺言に則って西原が子供とともに世界各国の海に流したが、一部は鴨志田家が引き取った。

## 主な著書

### 単著
- 『日本はじっこ自滅旅』（2005年、講談社）
- 『酔いがさめたら、うちに帰ろう。』（2006年、スターツ出版） - 東陽一監督作品として映画化
- 『遺稿集』（2008年、講談社）
- 『ラブ＆ピース』（2010年、寿郎社）

### 共著
西原理恵子との共著
- 『アジアパー伝』（2000年、講談社）
- 『どこまでもアジアパー伝』（2001年、講談社）
- 『煮え煮えアジアパー伝』（2002年、講談社）
- 『もっと煮え煮えアジアパー伝』（2003年、講談社）
- 『カモちゃんの今日も煮え煮え』（2003年、寿郎社）
- 『最後のアジアパー伝』（2004年、講談社）
- 『最後のラブレター ばらっちからカモメール 続』（2004年、スターツ出版）

西原理恵子、ゲッツ板谷との共著
- 『鳥頭紀行 くりくり編 - どこへ行っても三歩で忘れる』（2001年、角川書店）
- 『ばらっちからカモメール』（2003年、スターツ出版）

写真撮影者として連名
※下記著作ではいずれも西原理恵子がイラストレーションを担当している。
- ゲッツ板谷『タイ怪人紀行』（1998年、スターツ出版）
- ゲッツ板谷『ベトナム怪人紀行』（1999年、スターツ出版）
- ゲッツ板谷『インド怪人紀行』（2000年、スターツ出版）

その他
- 『iコミック』（2002年、寿郎社）
- 大江原亨、おおはた雄一ほか『戦場カメラマンの唄』（2008年、ユニバーサルミュージック）※CDブック